# Philoponella variabilis
Philoponella variabilis là một loài nhện trong họ Uloboridae.
Loài này thuộc chi Philoponella. Philoponella variabilis được Eugen von Keyserling miêu tả năm 1887.